# 大田原市
大田原市（おおたわらし）は、栃木県の北東部に位置する市。
松尾芭蕉「奥の細道」と縁の深い地として知られており、市の中央を流れる那珂川や八溝山系の里山など自然豊かな地域である。雲巌寺、栃木県なかがわ水遊園、日帰り温泉など観光資源も多い。1954年（昭和29年）市制施行。

## 地理

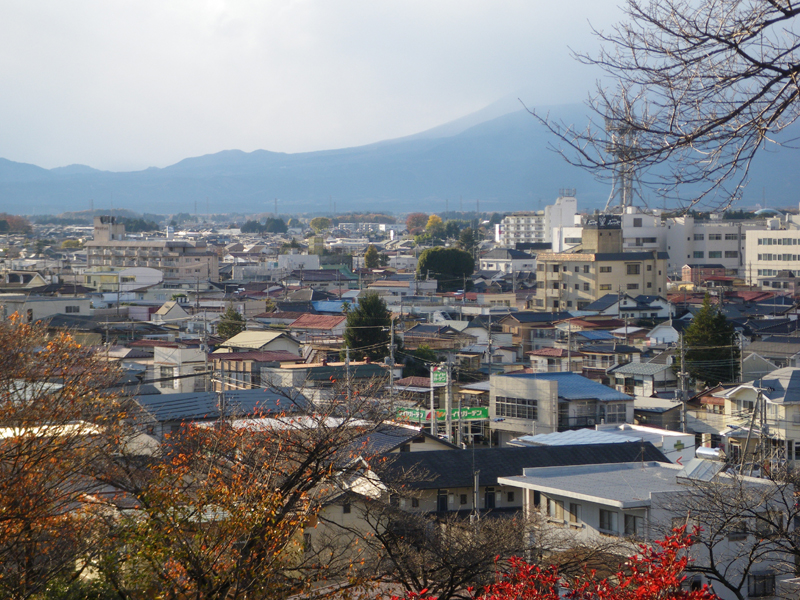
大田原城址から市街地を望む。右奥の山は高原山（2009年11月）

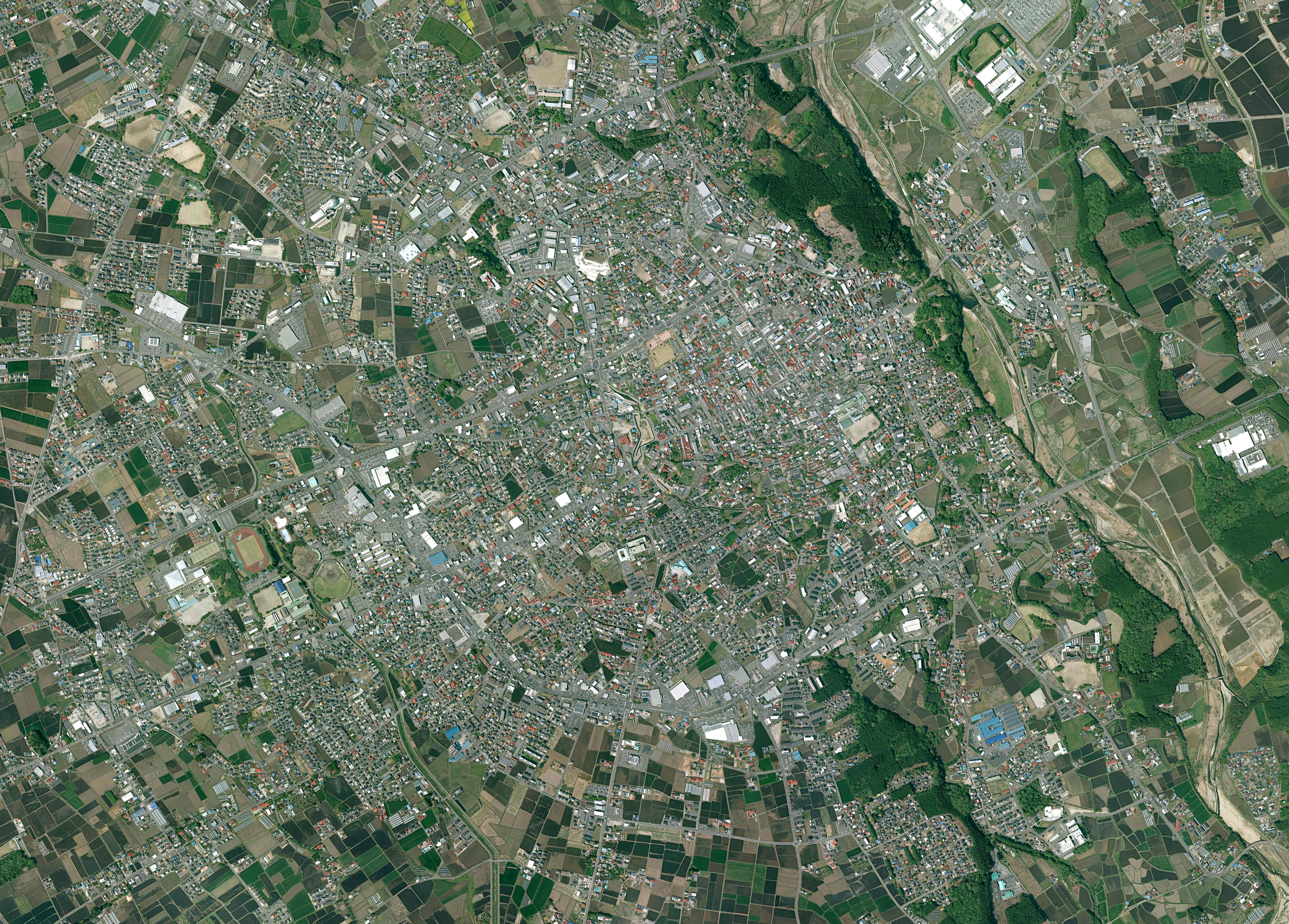
大田原市中心部周辺の空中写真。
2022年4月25日撮影の12枚を合成作成。。

栃木県の北東部に位置。東京から北に約150キロメートル、県庁所在地の宇都宮市からは車で約1時間。東西に長い形状を呈しており、市境の東側は県境として茨城県及び福島県と接している。県東部には八溝山地が茨城県との県境に沿って延びるが、中央部-西部にかけては那須野が原扇状地の扇端付近にあたる平地が広がる。一方河川では、市東部を南北に縦断する那珂川、市南部を東西に横断する箒川がある。大田原市街を流れる伏流河川・蛇尾川は、市南部の福原地区付近で箒川に注ぎ、さらに箒川は佐良土の箒橋付近で那珂川へ注いでいる。
市西端部の野崎地区には東北本線 (JR宇都宮線)が通じており、野崎駅 (東京起点146.6 km)が設置されている。道路網では国道400号・国道461号が、大田原市街の中心で交差し東西南北へ延びる。その他黒羽市街、湯津上市街を縦断し那須烏山市方面へ通じる国道294号は、市内を那珂川に沿って延び、野崎地区には国道4号が南北に縦断する。
野崎地区は、距離的には、最寄りの大田原市役所本庁舎よりも、那須塩原市役所西那須野支所の方が近い。
NHKローカル天気予報では、宇都宮・日光と共に大田原の天気予報が流される。
- 山：八溝山地
- 河川：那珂川、箒川、蛇尾川

### 気候
| 大田原（1991年 - 2020年）の気候    | 大田原（1991年 - 2020年）の気候 | 大田原（1991年 - 2020年）の気候 | 大田原（1991年 - 2020年）の気候 | 大田原（1991年 - 2020年）の気候 | 大田原（1991年 - 2020年）の気候 | 大田原（1991年 - 2020年）の気候 | 大田原（1991年 - 2020年）の気候 | 大田原（1991年 - 2020年）の気候 | 大田原（1991年 - 2020年）の気候 | 大田原（1991年 - 2020年）の気候 | 大田原（1991年 - 2020年）の気候 | 大田原（1991年 - 2020年）の気候 | 大田原（1991年 - 2020年）の気候 |
| 月                                 | 1月                             | 2月                             | 3月                             | 4月                             | 5月                             | 6月                             | 7月                             | 8月                             | 9月                             | 10月                            | 11月                            | 12月                            | 年                              |
| ---------------------------------- | ------------------------------- | ------------------------------- | ------------------------------- | ------------------------------- | ------------------------------- | ------------------------------- | ------------------------------- | ------------------------------- | ------------------------------- | ------------------------------- | ------------------------------- | ------------------------------- | ------------------------------- |
| 最高気温記録 °C （°F）             | 18.0 (64.4)                     | 21.5 (70.7)                     | 24.7 (76.5)                     | 30.0 (86)                       | 34.0 (93.2)                     | 37.8 (100)                      | 37.8 (100)                      | 37.3 (99.1)                     | 35.0 (95)                       | 30.8 (87.4)                     | 24.0 (75.2)                     | 22.9 (73.2)                     | 37.8 (100)                      |
| 平均最高気温 °C （°F）             | 7.4 (45.3)                      | 8.5 (47.3)                      | 12.1 (53.8)                     | 17.6 (63.7)                     | 22.3 (72.1)                     | 25.0 (77)                       | 28.4 (83.1)                     | 29.8 (85.6)                     | 26.0 (78.8)                     | 20.5 (68.9)                     | 15.1 (59.2)                     | 9.9 (49.8)                      | 18.6 (65.5)                     |
| 日平均気温 °C （°F）               | 1.7 (35.1)                      | 2.6 (36.7)                      | 5.9 (42.6)                      | 11.3 (52.3)                     | 16.5 (61.7)                     | 20.0 (68)                       | 23.5 (74.3)                     | 24.4 (75.9)                     | 20.8 (69.4)                     | 15.1 (59.2)                     | 9.1 (48.4)                      | 4.0 (39.2)                      | 12.9 (55.2)                     |
| 平均最低気温 °C （°F）             | −3.4 (25.9)                     | −2.7 (27.1)                     | 0.2 (32.4)                      | 5.5 (41.9)                      | 11.4 (52.5)                     | 15.9 (60.6)                     | 19.9 (67.8)                     | 20.7 (69.3)                     | 16.8 (62.2)                     | 10.4 (50.7)                     | 3.6 (38.5)                      | −1.2 (29.8)                     | 8.1 (46.6)                      |
| 最低気温記録 °C （°F）             | −16.4 (2.5)                     | −11.9 (10.6)                    | −9.5 (14.9)                     | −5.5 (22.1)                     | 2.0 (35.6)                      | 7.7 (45.9)                      | 9.0 (48.2)                      | 12.2 (54)                       | 6.2 (43.2)                      | 0.1 (32.2)                      | −5.9 (21.4)                     | −8.9 (16)                       | −16.4 (2.5)                     |
| 降水量 mm （inch）                 | 34.9 (1.374)                    | 34.8 (1.37)                     | 84.0 (3.307)                    | 108.3 (4.264)                   | 139.4 (5.488)                   | 172.4 (6.787)                   | 235.8 (9.283)                   | 235.7 (9.28)                    | 209.6 (8.252)                   | 160.5 (6.319)                   | 71.0 (2.795)                    | 39.5 (1.555)                    | 1,522.6 (59.945)                |
| 平均降水日数 （≥1.0 mm）           | 4.3                             | 4.8                             | 8.2                             | 10.0                            | 11.3                            | 14.3                            | 15.7                            | 13.4                            | 12.7                            | 10.1                            | 6.7                             | 4.5                             | 116.1                           |
| 平均月間日照時間                   | 193.5                           | 185.5                           | 194.1                           | 189.1                           | 183.2                           | 129.6                           | 128.5                           | 148.0                           | 120.3                           | 139.9                           | 161.5                           | 180.3                           | 1,953.4                         |
| 出典1：Japan Meteorological Agency |                                 |                                 |                                 |                                 |                                 |                                 |                                 |                                 |                                 |                                 |                                 |                                 |                                 |
| 出典2：気象庁                      |                                 |                                 |                                 |                                 |                                 |                                 |                                 |                                 |                                 |                                 |                                 |                                 |                                 |

### 隣接している自治体
- 栃木県
  - 那須塩原市
  - さくら市
  - 矢板市
  - 那須郡：那須町、那珂川町
- 茨城県
  - 久慈郡：大子町
- 福島県
  - 東白川郡：棚倉町

## 歴史
『手にすくう水もなし』と詠われた荒れ地那須野が原（扇状地）の中にあって、大田原市は扇端湧水地帯付近に位置し比較的水の便に恵まれている。そのため古くより奥州街道の宿場町として繁栄し、また戦国時代より続いた大田原氏の居城・大田原城の城下町でもあった。旧市街地には城下町時代の往時を偲ばせる、敵の来襲に備えた狭い道、鍵型に曲がった道などの面影が随所に残る。栃木県北地域の政治経済文化の中心的役割を担ってきたと言える。

### 有史以前
- 約13000年前 後期旧石器時代、琵琶池遺跡など大田原の地に人が住み始める。
- 約4500年前の縄文時代大規模集落跡が長者ヶ平などで発掘される。

### 有史以降
- 古墳時代～6世紀 那珂川周辺に上侍塚古墳、下侍塚古墳など多くの古墳が作られる。
- 7世紀 那須国造が置かれる。
- 700年（文武天皇4年） 那須国造碑が建立される。
- 平安時代 那須一族の荘園が佐久山、福原周辺に開かれる。
- 1545年（天文14年） 大田原資清（すけきよ）によって大田原城築城。
- 1646年 （天保3年） 1601年（慶長6年）より整備が始められた五街道のひとつ奥州街道（奥州道中）完成。
- 1659年（万治2年） 松尾芭蕉、雲巌寺、修験光明寺などを訪れる。
- 1676年（延宝4年） 徳川光圀が笠石神社を創建し、那須国造碑の保護を命じる。
- 1692年（元禄5年） 徳川光圀が上侍塚古墳と下侍塚古墳の発掘調査・整備を命じる。
- 1788年（天明8年） 慶長年間（1596年 - 1615年）に開削が始まったと伝わる蟇沼用水が大田原城下まで到達。
- 1868年（慶応4年） 大田原藩は戊辰戦争において新政府軍に付き、城下は旧幕府方の会津藩の攻撃を受け大田原城も焼失。
- 1871年（明治4年） 廃藩置県によって「大田原県」成立。
- 1885年（明治18年） 那須疏水開削。

※ 一部 大田原市ホームページ より要約

### 市の沿革

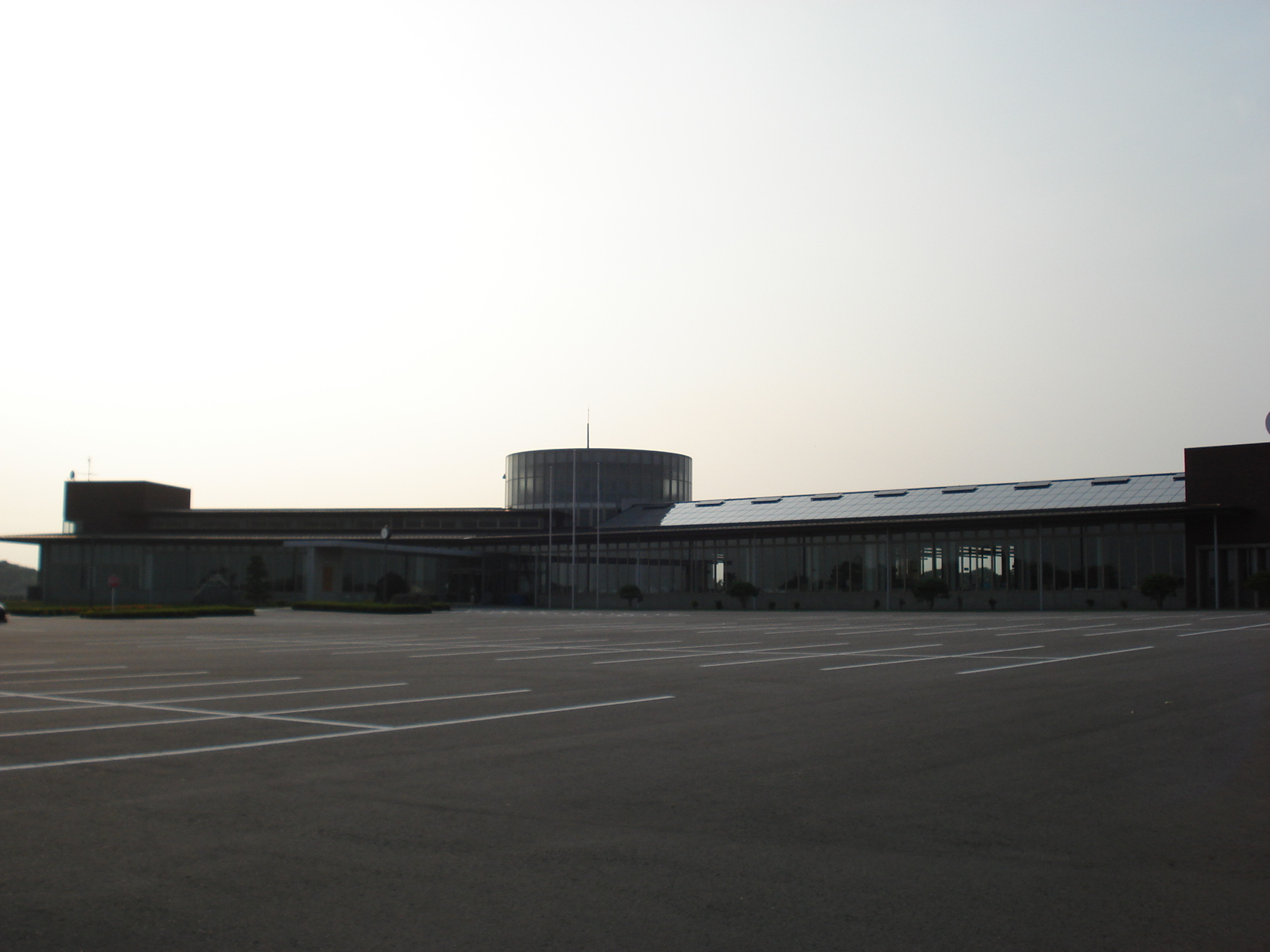
大田原市役所湯津上支所（2008年8月）

- 1889年（明治22年）4月1日 - 町村制施行に伴い町制を施行、那須郡大田原町が発足。
- 1954年（昭和29年）
  - 12月1日 - 大田原町・親園村・金田村が合併し、市制を施行。大田原市となる。
  - 12月31日 - 那須郡野崎村の一部を編入。
- 1955年（昭和30年）
  - 4月1日 - 那須郡西那須野町の一部（加治屋）を編入。
  - 11月5日 - 那須郡佐久山町を編入。
- 1992年（平成4年）7月1日 - 那須郡黒羽町と境界変更。
- 1993年（平成5年）12月1日 - 塩谷郡喜連川町と境界変更。
- 1995年（平成7年）12月1日 - 那須郡黒羽町と境界変更。
- 2001年（平成13年）1月1日 - 矢板市と境界変更。同日、塩谷郡喜連川町とも境界変更。
- 2002年（平成14年）1月1日 - 黒磯市と境界変更。同日、那須郡黒羽町と境界変更。
- 2004年（平成16年）12月31日 - 黒磯市と境界変更。
- 2005年（平成17年）10月1日 - 那須郡湯津上村・黒羽町を編入。
- 2006年（平成18年）8月1日 - 那須郡那珂川町と境界変更。
- 2009年（平成21年）8月1日 - さくら市と境界変更。

## 人口
| |                                          |  |
| 大田原市と全国の年齢別人口分布（2005年） | 大田原市の年齢・男女別人口分布（2005年） |  |
| ■紫色 ― 大田原市 ■緑色 ― 日本全国 | ■青色 ― 男性 ■赤色 ― 女性                |  |
| 大田原市（に相当する地域）の人口の推移 \| 1970年（昭和45年） \| 65,232人 \| \| \| 1975年（昭和50年） \| 67,312人 \| \| \| 1980年（昭和55年） \| 71,276人 \| \| \| 1985年（昭和60年） \| 74,033人 \| \| \| 1990年（平成2年） \| 76,406人 \| \| \| 1995年（平成7年） \| 77,063人 \| \| \| 2000年（平成12年） \| 78,993人 \| \| \| 2005年（平成17年） \| 79,023人 \| \| \| 2010年（平成22年） \| 77,729人 \| \| \| 2015年（平成27年） \| 75,457人 \| \| \| 2020年（令和2年） \| 72,087人 \| \| |                                          |  |
| 総務省統計局 国勢調査より |                                          |  |
| 1970年（昭和45年） | 65,232人                                 |  |
| 1975年（昭和50年） | 67,312人                                 |  |
| 1980年（昭和55年） | 71,276人                                 |  |
| 1985年（昭和60年） | 74,033人                                 |  |
| 1990年（平成2年） | 76,406人                                 |  |
| 1995年（平成7年） | 77,063人                                 |  |
| 2000年（平成12年） | 78,993人                                 |  |
| 2005年（平成17年） | 79,023人                                 |  |
| 2010年（平成22年） | 77,729人                                 |  |
| 2015年（平成27年） | 75,457人                                 |  |
| 2020年（令和2年） | 72,087人                                 |  |

## 行政

### 市長
| 代 | 氏名       | 就任                      | 退任                      | 備考               |
| -- | ---------- | ------------------------- | ------------------------- | ------------------ |
| 1  | 益子万吉   | 1955年（昭和30年）1月18日 | 1959年（昭和34年）1月17日 | 合併前の大田原町長 |
| 2  | 鈴木邦衛   | 1959年（昭和34年）1月18日 | 1971年（昭和46年）1月17日 |                    |
| 3  | 三森光夫   | 1971年（昭和46年）1月18日 | 1979年（昭和54年）1月17日 |                    |
| 4  | 渡辺正義   | 1979年（昭和54年）1月18日 | 1990年（平成2年）3月31日  |                    |
| 5  | 千保一夫   | 1990年（平成2年）4月8日   | 2010年（平成22年）4月7日  |                    |
| 6  | 津久井富雄 | 2010年（平成22年）4月8日  | 2022年（令和4年）4月7日   |                    |
| 7  | 相馬憲一   | 2022年（令和4年）4月8日   | 現職                      |                    |

### 議会
定数21人

### 国や県の出先機関

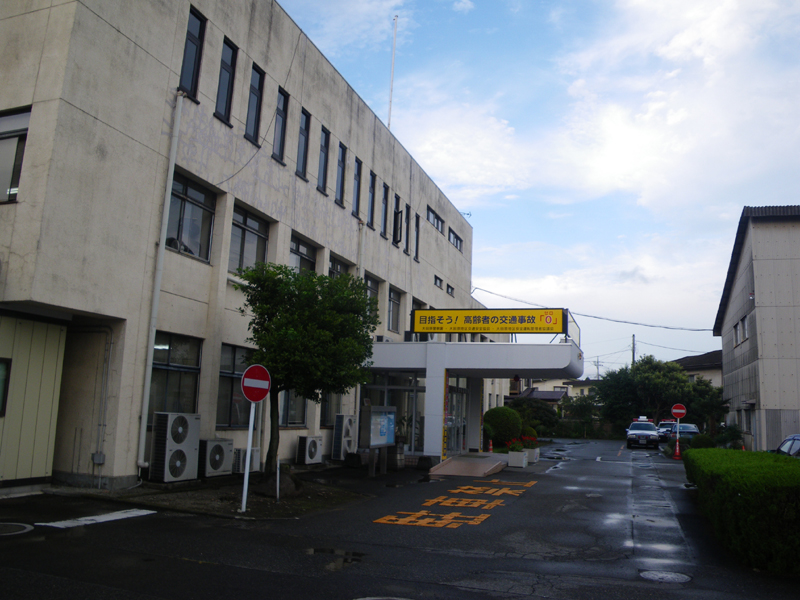
大田原警察署

#### 国の機関
- 宇都宮地方検察庁 大田原支部
- 宇都宮地方法務局 大田原支局
- 大田原拘置支所
- 大田原税務署
- 大田原地域産業保健センター
- 大田原年金事務所
- 大田原労働基準監督署
- 塩那森林管理署
- 自衛隊栃木地方協力本部県北支部 大田原地域事務所

#### 県の機関
- 栃木県那須庁舎（県税事務所、土木事務所、林務事務所、教育事務所、労政事務所、県北県民センターなど）
- 栃木県立県北体育館
- 県北食肉衛生検査所
- 県北健康福祉センター
- 栃木県住宅供給公社 大田原支所

#### 警察
- 大田原警察署
  - 黒羽幹部派出所（旧黒羽警察署）

#### 裁判所
- 宇都宮地方裁判所 大田原支部

### 衆議院
- 任期 ： 2021年（令和3年）10月31日 - 2025年（令和7年）10月30日（「第49回衆議院議員総選挙」参照）

| 選挙区                                                                    | 議員名 | 党派名     | 当選回数 | 備考   |
| ------------------------------------------------------------------------- | ------ | ---------- | -------- | ------ |
| 栃木県第3区（大田原市、矢板市、那須塩原市、那須烏山市、那須町、那珂川町） | 簗和生 | 自由民主党 | 4        | 選挙区 |

## 経済

### 市内総生産
3217億4千6百万円(2013年度)

### 農業・畜産
米の生産高は栃木県内随一。2004年の生産高は4万tあまりと、宇都宮市や那須塩原市の2万7千tをも大きく上回った。また、当市を中心に生産される軟白ネギ「白美人ねぎ」は、その食味において市場の高い評価を受けている。他にイチゴやブルーベリー、梨など果実類の生産にも注力している。
昔生産が盛んだった唐辛子の「栃木三鷹」（とちぎさんたか）を使っての町おこしも行っている（地域団体商標に登録された）。農林水産省の 地域特産野菜生産状況調査（平成24年・平成26年・平成28年）より大田原市の唐辛子生産量が市町村別で日本一になり、2019年6月24日に唐辛子生産量日本一宣言を行った。なお、農林水産省の 地域特産野菜生産状況調査（平成30年）では県別、市町村別で生産量日本一となった。
高級国産牛肉の大田原牛は、市内に本拠を構える大田原牛超（大黒屋総本家）の登録商標である。必ずしも地産ブランドではない。
- 竹（上野動物園のパンダの餌の生産地）
- 天鷹酒造（有機米を使用する製品を醸造する日本酒メーカー）
- 那須の春香うど

### 商業
東武宇都宮百貨店大田原店をはじめ、都市計画道路3.3.1号線沿線を中心に大規模小売店の集中が目立ち、県北地域における一大商業施設集積地となりつつある。

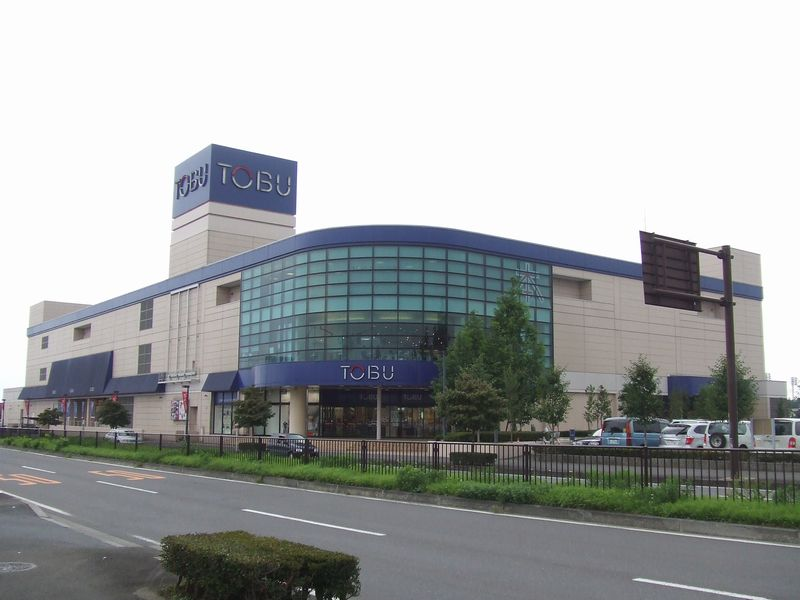
東武宇都宮百貨店大田原店

- ヤマダデンキ
- カンセキ
- 東武宇都宮百貨店（大田原東武）
- ヨークベニマル
- ベイシア
- ベイシア電器
- カインズホーム
- オートアールズ
- 東京インテリア家具
- カワチ
- TSUTAYA
- ウエルシア薬局
- サイクルベースあさひ
- ユニクロ
- GU
- WonderGOO
- イエローハット

### 工業
自然環境との調和のとれた「田園工業都市」構想を旗印に、市内4ヶ所の工業団地（野崎、野崎第二、中田原、品川台）を中心とした企業誘致を推進している。特に、国道4号沿いに位置する野崎地区には、キヤノンメディカルシステムズ、富士通、大日本塗料、栄研化学、川田工業、日本フエルトといった大手上場企業またはそのグループ企業の集積が目立っている。
他の地区では、資生堂、富士電機機器制御、JUKI、栃木ニコン、エス・オー・シー、JFE建材フェンス、全薬工業といった企業の工場が操業している。

## 姉妹都市・提携都市
- 岡山県井原市　-　那須与一所縁の地
- セント・アンドルーズ（イギリス）
- ウェストコビナ（アメリカ）
- 東京都江東区 災害時相互支援協定締結

## 地域

### 町名一覧

#### 大田原地区
- 浅香1-5丁目
- 加治屋
- 城山1-2丁目
- 新富町1-3丁目
- 末広1-3丁目
- 住吉町1-2丁目
- 中央1-2丁目
- 富士見1-2丁目
- 本町1-2丁目
- 美原1-3丁目
- 紫塚1-4丁目
- 元町1-2丁目
- 山の手1-2丁目
- 若草1-2丁目
- 若松町

#### 金田地区
- 赤瀬
- 荒井
- 市野沢
- 今泉
- 岡
- 奥沢
- 乙連沢
- 鹿畑
- 上奥沢
- 北大和久
- 北金丸
- 倉骨
- 小滝
- 戸野内
- 富池
- 中田原
- 練貫
- 羽田
- 町島
- 南金丸

#### 親園地区
- 宇田川
- 荻野目
- 滝岡
- 滝沢
- 親園
- 花園
- 実取

#### 野崎地区
- 薄葉
- 上石上
- 下石上
- 野崎1-2丁目
- 平沢

#### 佐久山地区
- 大神
- 佐久山
- 福原
- 藤沢

#### 湯津上地区
- 新宿
- 片府田
- 小船渡
- 佐良土
- 狭原
- 蛭田
- 蛭畑
- 湯津上

#### 黒羽地区
- 片田
- 亀久
- 北滝
- 北野上
- 黒羽田町
- 堀之内
- 前田
- 矢倉
- 八塩

#### 川西地区
- 大豆田
- 黒羽向町
- 寒井
- 蜂巣
- 桧木沢
- 余瀬

#### 両郷地区
- 大久保
- 大輪
- 川田
- 河原
- 木佐美
- 久野又
- 寺宿
- 中野内
- 両郷

#### 須賀川地区
- 雲岩寺
- 川上
- 須賀川
- 須佐木
- 南方

### 教育

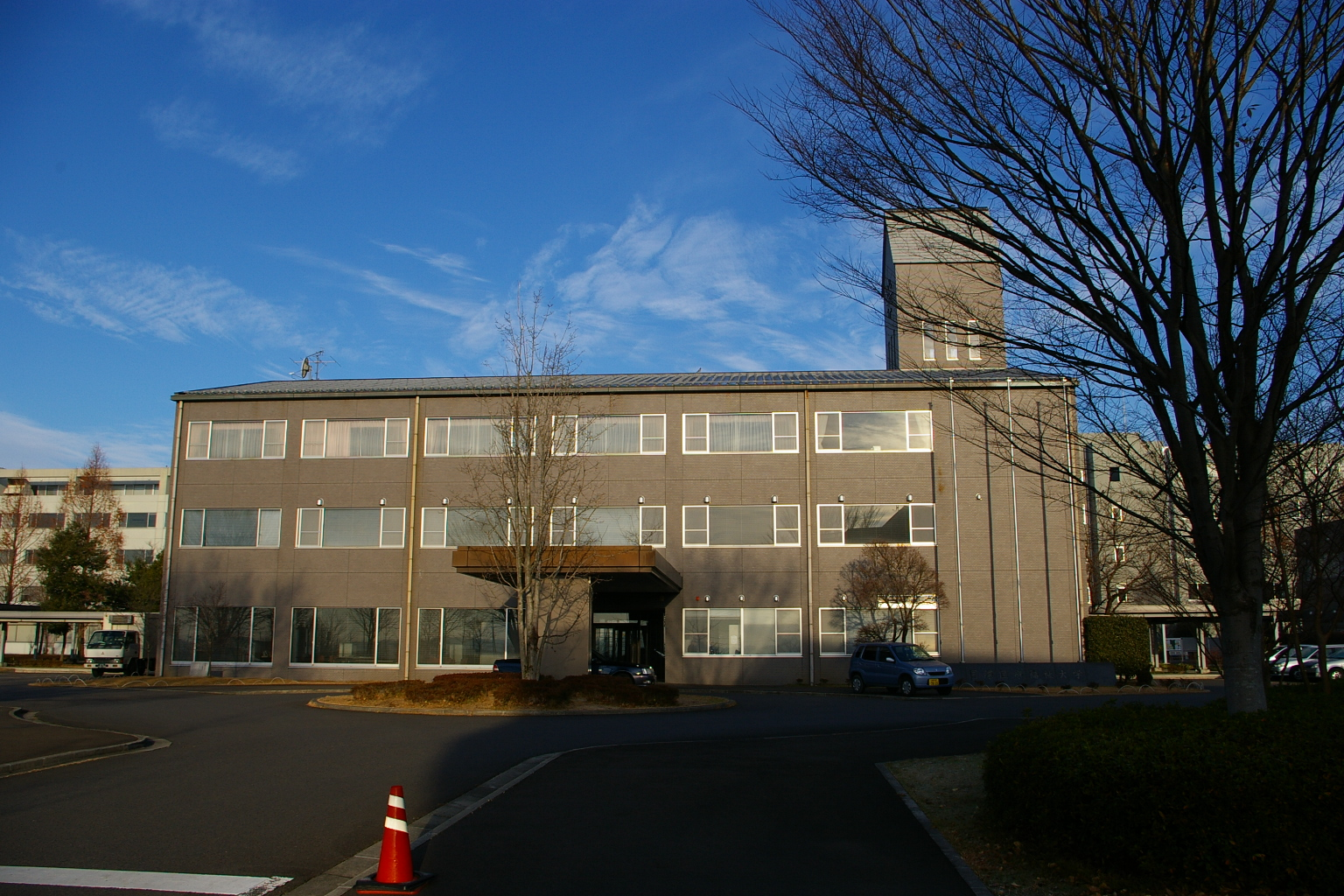
国際医療福祉大学大田原キャンパス

#### 大学
- 国際医療福祉大学

#### 高等学校
- 栃木県立大田原高等学校
- 栃木県立大田原女子高等学校
- 栃木県立大田原東高等学校（夜間定時制、栃木県立大田原女子高等学校と校地を共有している）
- 栃木県立黒羽高等学校

#### 中学校
- 大田原市立大田原中学校
- 大田原市立若草中学校
- 大田原市立親園中学校
- 大田原市立金田北中学校
- 大田原市立金田南中学校
- 大田原市立野崎中学校
- 大田原市立湯津上中学校
- 大田原市立黒羽中学校

#### 小学校
- 大田原市立大田原小学校
- 大田原市立西原小学校
- 大田原市立紫塚小学校
- 大田原市立親園小学校
- 大田原市立宇田川小学校
- 大田原市立市野沢小学校
- 大田原市立奥沢小学校
- 大田原市立金丸小学校
- 大田原市立羽田小学校
- 大田原市立薄葉小学校
- 大田原市立石上小学校
- 大田原市立佐久山小学校
- 大田原市立福原小学校
- 大田原市立湯津上小学校
- 大田原市立川西小学校
- 大田原市立黒羽小学校
- 大田原市立須賀川小学校
- 大田原市立両郷中央小学校

### 郵便
郵便番号は以下が該当する。3集配局が集配を担当する。
- 大田原郵便局：「324-00xx」
- 黒羽郵便局：「324-02xx」
- 佐良土郵便局：「324-04xx」

#### 郵便局
- 大田原郵便局（07004）
- 黒羽郵便局（07015）
- 大田原佐久山郵便局（07024）
- 黒羽須佐木郵便局（07078）
- 大田原野崎郵便局（07110）
- 佐良土郵便局（07143）
- 両郷郵便局（07148）
- 金丸原郵便局（07175）

- 福原郵便局（07182）
- 須賀川郵便局（07183）
- 黒羽前田郵便局（07186）
- 親園郵便局（07187）
- 市野沢郵便局（07202）
- 大田原住吉郵便局（07206）
- 大田原中央一郵便局（07275）
- 蛭田簡易郵便局（07707）

- 大田原西原簡易郵便局（07708）
- 黒羽北滝簡易郵便局（07712）
- 寒井簡易郵便局（07713）
- 川上簡易郵便局（07721）

### 電話番号
市内全域が大田原MAの管轄となり、市外局番は「0287」。収容局は以下の3ビルが該当し、市内局番は以下の通り。
- 大田原2局：20,22-24
- 野崎局：26,29
- 佐久山局：28
- 黒羽局：53,54
- 栃木須佐木局：57
- 栃木須賀川局：58
- 両郷局：59
- 湯津上局：98

## 文化・医療

### 病院
- 那須赤十字病院（災害拠点病院）
- 那須中央病院

### 図書館
- 大田原市立図書館
  - 大田原図書館（複合施設トコトコ大田原内）
  - 黒羽図書館（ピアートホール内）
  - 湯津上庁舎図書室

## 交通

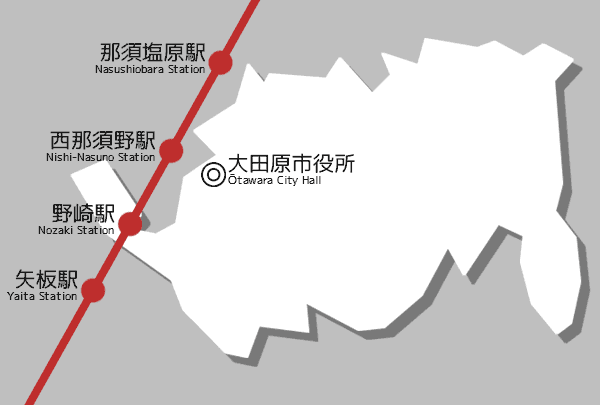
大田原市周辺の鉄道駅。（赤線は東北本線）市域内に位置する野崎駅よりも那須塩原市の西那須野駅の方が市中心部に近い。

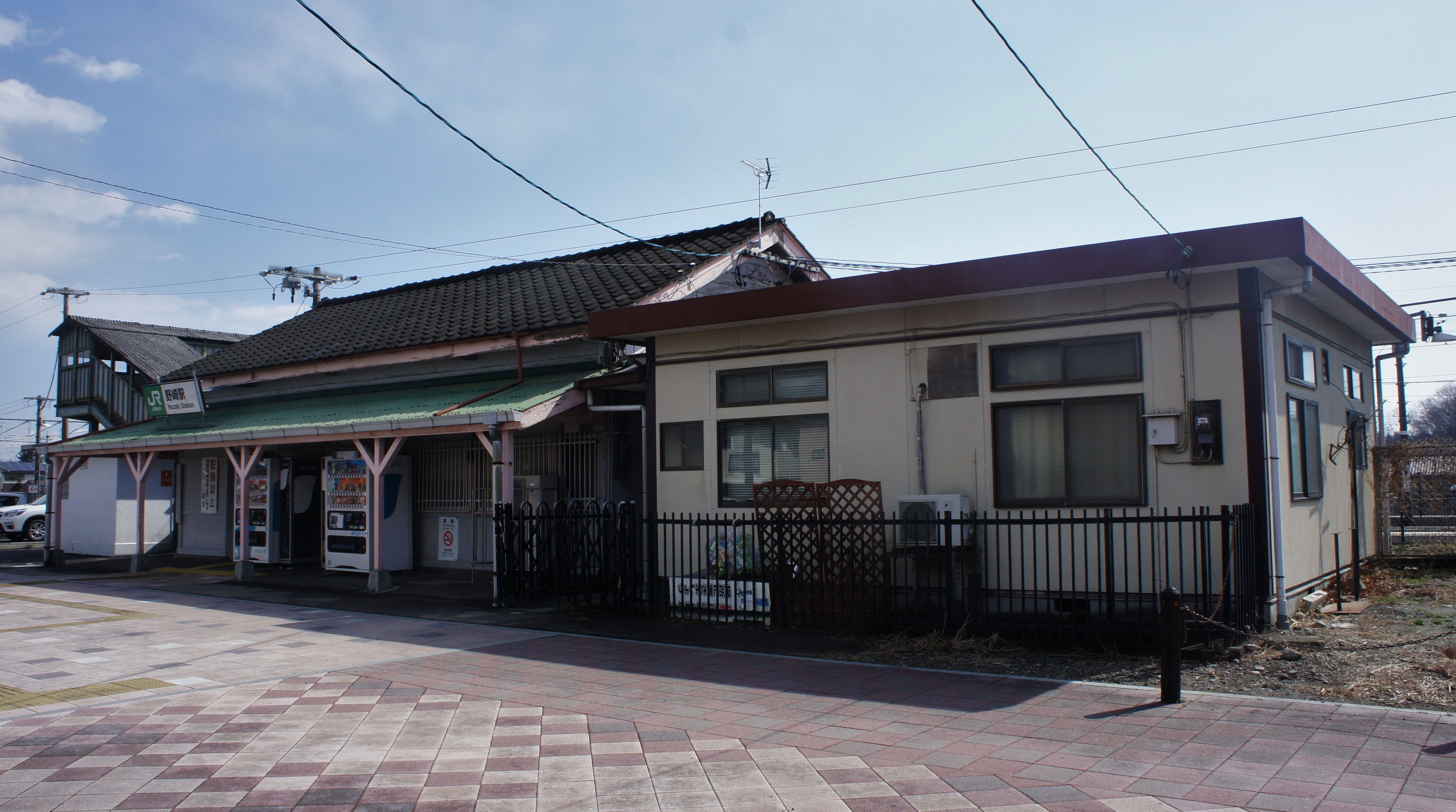
野崎駅

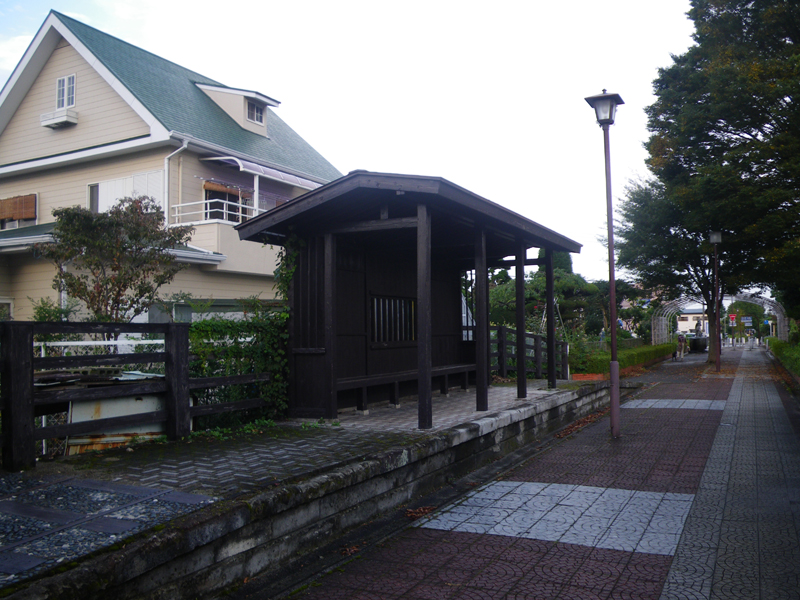
大高前駅跡地のモニュメント

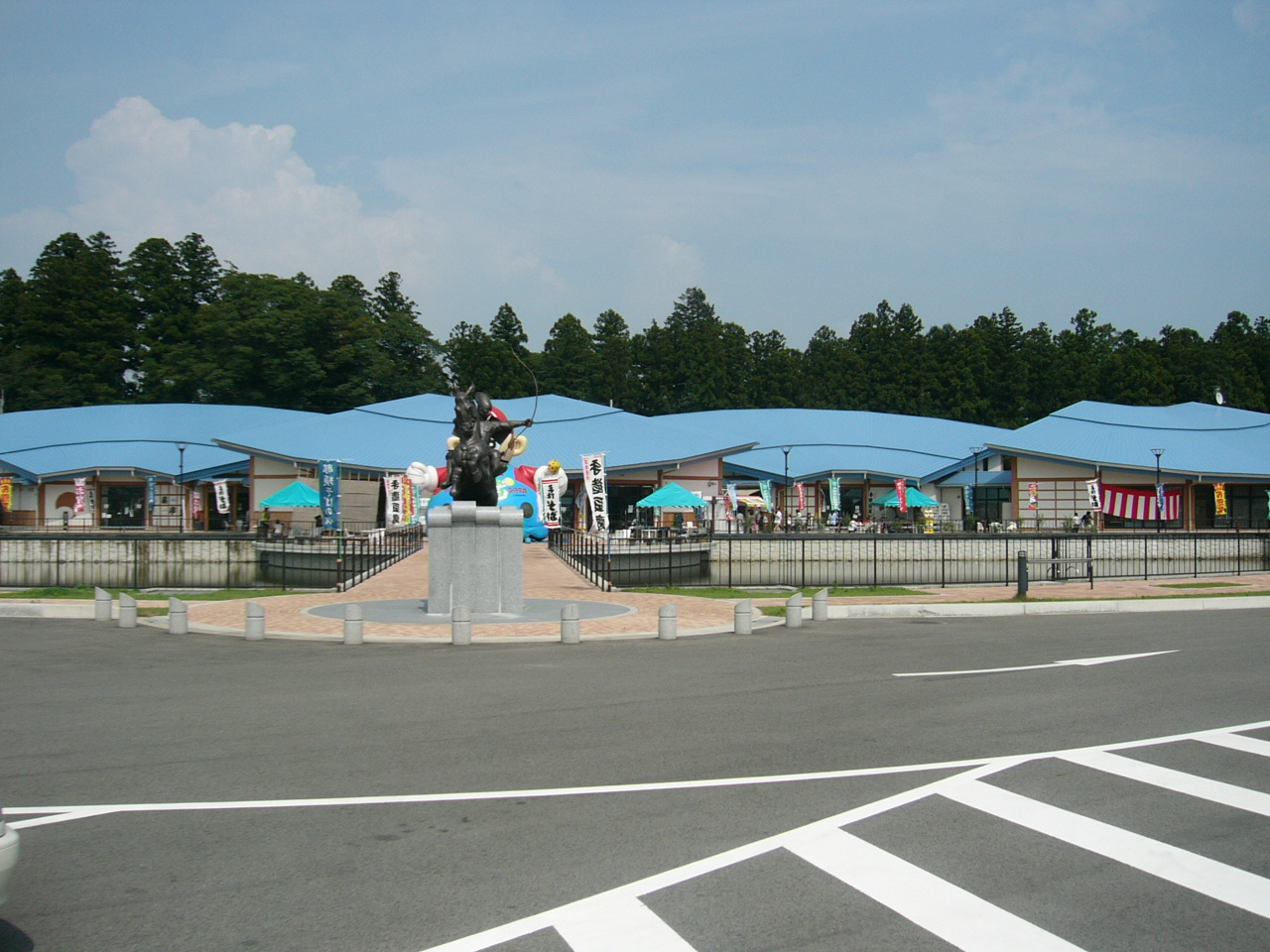
道の駅那須与一の郷

### 鉄道路線
- 東日本旅客鉄道（JR東日本）
  - 宇都宮線：野崎駅

※後述の東野鉄道が廃止された以降は、市内に唯一存在する鉄道駅となっている。ただし市中心部からは離れており、JTB時刻表でも市の中心駅とは記載されていない。市の中心街は西那須野駅が最寄りとなる。
- 隣接市町村への連絡：宇都宮線
- 広範囲な連絡：東北新幹線（※ 宇都宮駅）

#### かつて存在した鉄道
以下は 廃止路線である。
- 東野鉄道

大田原市街では、JR宇都宮線西那須野駅を起点として東野鉄道（私鉄線）が旧黒羽町、小川町（現・那珂川町）まで運行していたが、1968年（昭和43年）に全線廃止となっている。かつての大田原駅は、現在のクスリのアオキ 山の手店付近にあった。
- 大高前駅
- 大田原駅
- 中田原停留所
- 金丸原駅
- 白旗城址前駅
- 黒羽駅

- 那須軌道
  - 名称不明停留所

『栃木縣大田原町眞景』[4] で、現在の中央一丁目近辺に馬車停留所と描かれている。
  - 大田原駅

『栃木縣大田原町眞景』[4] をみると、現在の中央一丁目近辺の馬車停留所から金燈籠 （）の交差点を経由して、東野鉄道大田原駅の約300ｍ南まで軌道が延びていたようである。『那須塩原市歴史文化基本構想 令和2年3月』では、この場所を大田原駅としている[5]。

### バス路線

#### 大田原市営バス
JR西那須野駅、JR那須塩原駅、市役所、那須赤十字病院などを拠点に、市内の各地区を結んでいる。

#### 関東自動車
2012年4月より、それまで市営バスとして運行されていた一部路線が東野交通に移管され、合併により関東自動車の路線となった。

### 道路
大田原市の前身である那須郡大田原町の道路元標は、大田原地内府県道佐久山大田原と大田原芦野線分岐点、現在の金燈籠交差点に位置した。

#### 高速道路
- 東北自動車道：市内にはインターチェンジは無い。
  - 最寄りのICは西那須野塩原IC（那須塩原市）と矢板IC（矢板市）で、福島方面へのアクセスには西那須野塩原IC、東京方面へのアクセスには矢板ICが使われることが多い。

#### 一般国道
- 国道4号（奥州街道）
- 国道294号
  - 小川湯津上バイパス
- 国道400号
  - 大田原西那須野バイパス
- 国道461号（旧陸羽街道・黒羽街道）

#### 主要地方道
- 栃木県道13号大子黒羽線
- 栃木県道27号那須黒羽茂木線
- 栃木県道28号大子那須線
- 栃木県道34号黒磯黒羽線
- 栃木県道48号大田原氏家線（旧陸羽街道）
- 栃木県道52号矢板那珂川線
- 栃木県道53号大田原高林線
- 栃木県道72号大田原芦野線（旧陸羽街道）

#### 一般県道
- 栃木県道114号佐久山喜連川線（旧陸羽街道）
- 栃木県道167号蛭田喜連川線
- 栃木県道170号親園南金丸線
- 栃木県道179号稲沢黒羽線
- 栃木県道182号東小屋黒羽線
- 栃木県道192号滝沢野崎停車場線
- 栃木県道205号須賀川大子線
- 栃木県道271号大田原矢板線
- 栃木県道285号福原小川線
- 栃木県道298号小口黒羽線
- 栃木県道306号西那須野下石上線
- 栃木県道321号南方須佐木線
- 栃木県道342号中田原寒井線
- 栃木県道343号蛭畑須佐木線

## 名所・旧跡・観光スポット・祭事・催事

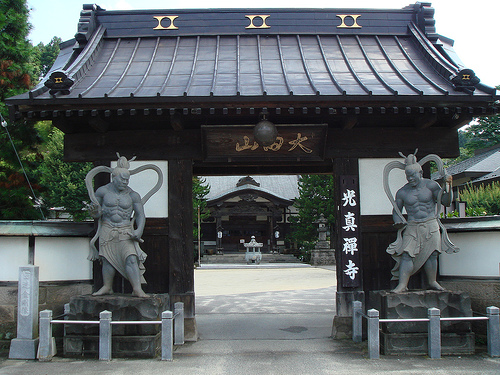
光真寺。境内にある大田原氏墓所は市指定の文化財となっている。

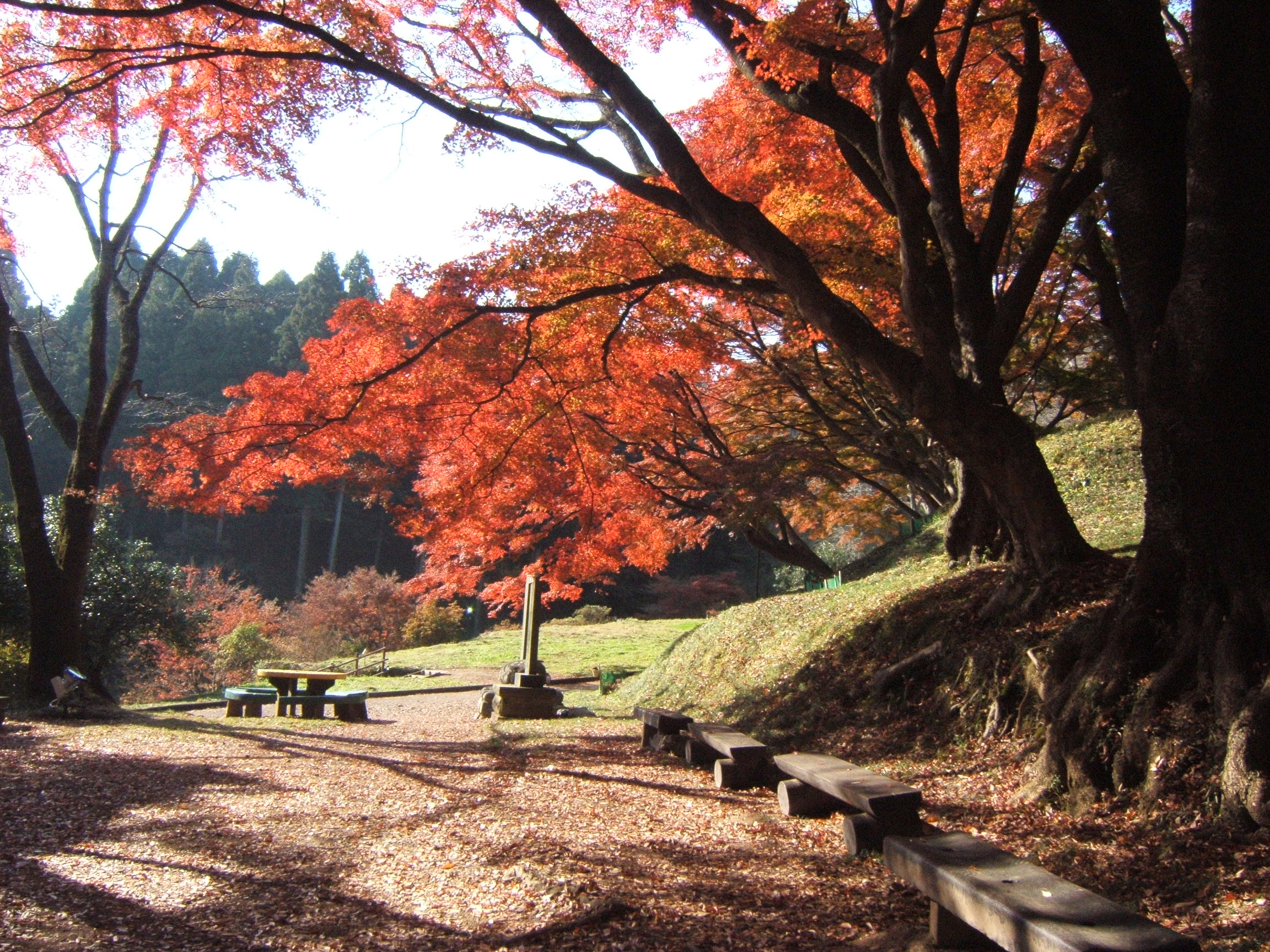
御殿山公園（佐久山陣屋跡）

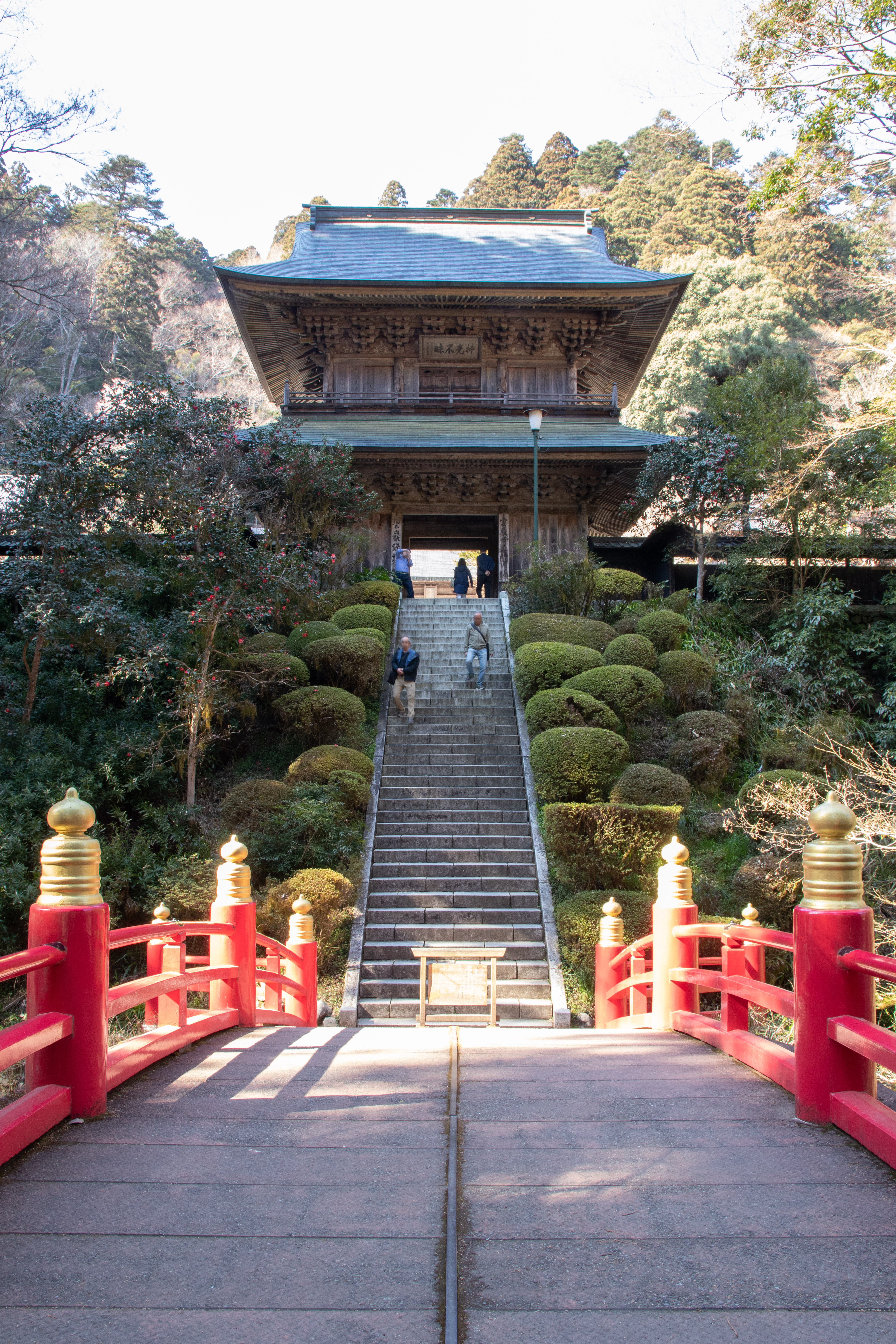
雲巌寺山門

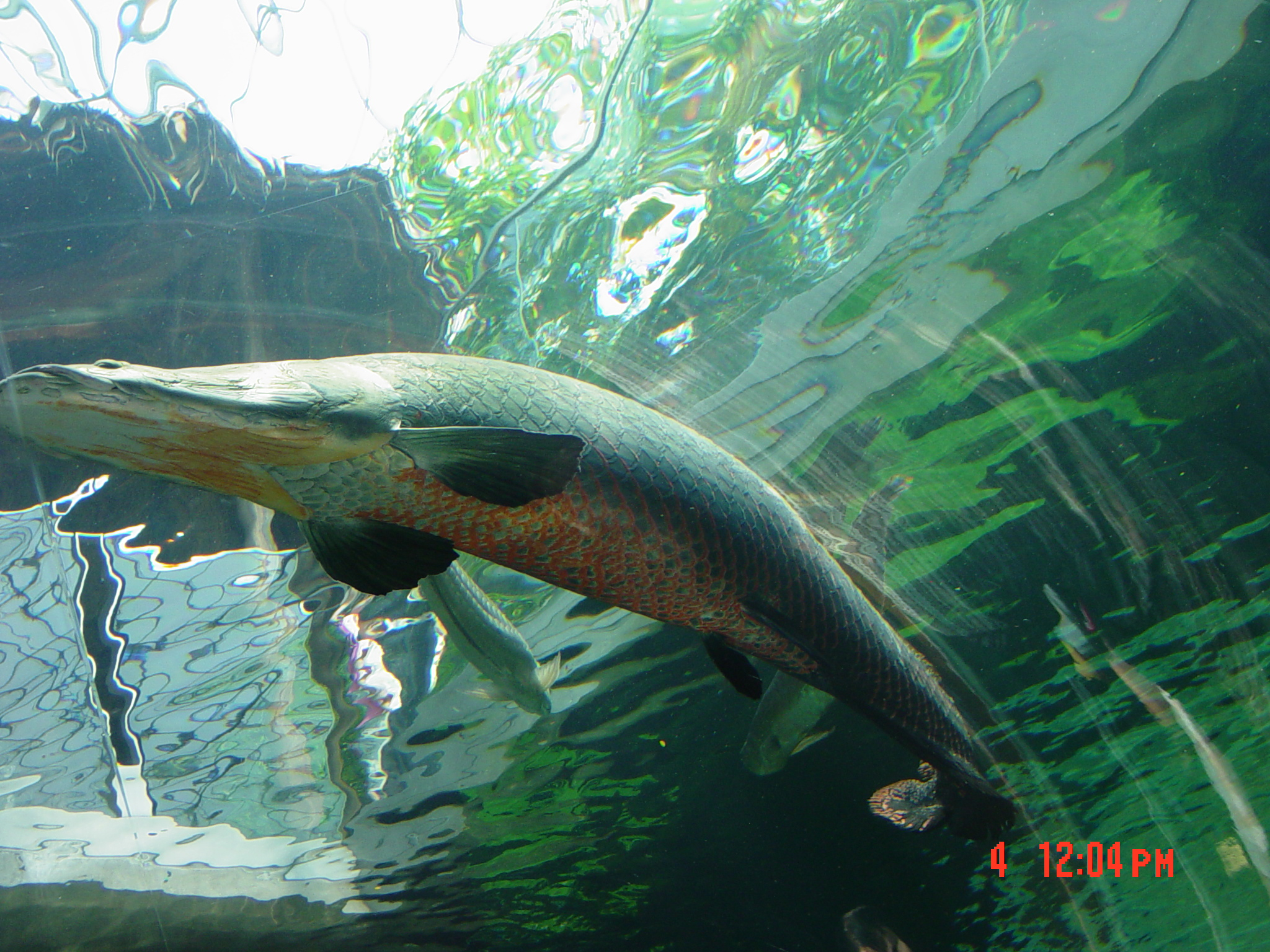
栃木県なかがわ水遊園のピラルクー

市内には屋島の戦いの英雄として知られる武将・那須与一の墓所や、俳聖・松尾芭蕉が滞在し立ち寄った史跡などが存在する。これらの人物ゆかりの地として催しなどの町おこしも行われている。
- 大田原市観光協会

### 名所・旧跡
- 大田原城址（市制定史跡、龍城公園、城山公園とも）
- 黒羽城址（黒羽城址公園）
- 佐久山陣屋跡（御殿山公園）
- 福原陣屋跡
- 雲巌寺 – 松尾芭蕉が立ち寄った寺院としても知られる
- 大雄寺 - 大関氏の墓所がある
- 実相院 - 福原氏の墓所がある
- 光真寺 – 大田原氏の墓所がある
- 玄性寺 – 那須氏の墓所がある
- 遍照院 - 成田山新勝寺の分院
- 羽田沼 – カモ、ハクチョウの飛来地
- 侍塚古墳 – 5世紀ごろの古墳。徳川光圀の命により調査整備保存された
- 那須国造碑（国宝）- 徳川光圀の命により建立された笠石神社に祀られている
- 玉藻稲荷神社 – 九尾の狐が化けたという玉藻前の神社
- 大田原神社
- 那須神社
- 金燈籠[8]

### 温泉
- 大田原温泉 太陽の湯
- 黒羽温泉 五峰の湯
- 佐久山温泉 きみのゆ
- 湯津上温泉 やすらぎの湯

### レジャー
- 大田原市ふれあいの丘（シャトー・エスポワール、天文館、自然観察館など）
- 栃木県なかがわ水遊園（水族館）
- 那須スポーツパーク
- ポッポ農園
- ゆーゆーキャビン（キャンプ場）泉
- 大野放牧場
- 那須野ヶ原ファーム
- 那珂川の観光やな（夏期）
- 道の駅那須与一の郷
- 湯けむりふれあいの丘広場
- TOKO-TOKOおおたわら（商業店舗、子育て支援施設、図書館、集合住宅等の複合施設）
- 芭蕉公園
- 御亭山緑地公園
- NASU FARM VILLAGE（乗馬）
- アングラーズパークキングフィッシャー（釣り場）

### 文化施設
- 芭蕉の館
- 栃木県立なす風土記の丘資料館湯津上館
- 那須野が原ハーモニーホール（コンサートホール）

### 祭事・催事
- 屋台まつり
- 与一まつり
- 大田原マラソン
- 与一の里大田原 佐久山納涼花火大会

## 著名な出身者
- 植竹喜四郎（植竹書院創業者）
- 植竹三右衛門（1854年生、栃木県多額納税者、実業家、政治家・貴族院議員）
- 植竹三右衛門（1877年生、栃木県多額納税者、実業家、政治家・川西町長）
- 植竹龍三郎（僧侶、実業家、政治家・衆議院議員）
- 川上正光（元東京工業大学学長、元電子通信学会会長、文化功労者）
- 高橋和枝 (声優)
- 緑川光（声優）
- 北勝力英樹（大相撲力士）
- 福田雅一（プロレスラー）
- 谷口宗一（シンガーソングライター・写真家）
- 大島美幸（お笑いトリオ・森三中）
- 大島弓子（漫画家）
- 真中満（元プロ野球選手） - 元東京ヤクルトスワローズ監督。
- 金澤岳（元プロ野球選手、千葉ロッテマリーンズ二軍バッテリーコーチ）
- 古内明（元大相撲力士、政治家・神奈川県相模原市市議会議員）
- 小室昂大（バスケットボール選手、京都ハンナリーズ[9]）
- 益子卓郎（漫才コンビ・U字工事）
- 小林千紘（ゴルファー） - 神村学園から明治大学野球部。
- 原田鋼（政治学者） - 中国大連で生まれ、間もなく大田原市に移住。
- 清水孝宏（シンガーソングライター）大田原ふるさと大使。
- すわじゅんこ（シンガーソングライター）-日本とミャンマーで音楽活動。(大田原市国際親善大使)
- 嶋均三（栃木県方言作家）
- 後藤あゆみ（プロボクサー）
- 佐藤貴史（俳優）
- 島崎晃（政治家）
- 中村達也（ジャズドラマー）大田原市ふるさと大使
- 相馬憲一（第7代大田原市長、第107代栃木県議会議長、元栃木県議会議員、第34代大田原市議会議長、元大田原市議会議員）
- 三田大生（大相撲力士）